# Epicauta croceicincta
Epicauta croceicincta är en skalbaggsart som beskrevs av Dugès 1881. Epicauta croceicincta ingår i släktet Epicauta och familjen oljebaggar. Inga underarter finns listade i Catalogue of Life.